# Hyperolius fuscigula
Hyperolius fuscigula är en groddjursart som beskrevs av Bocage 1866. Hyperolius fuscigula ingår i släktet Hyperolius och familjen gräsgrodor. IUCN kategoriserar arten globalt som otillräckligt studerad. Inga underarter finns listade i Catalogue of Life.